# Nazionale olimpica di calcio del Paraguay
La nazionale olimpica di calcio del Paraguay è la rappresentativa calcistica del Paraguay che rappresenta l'omonimo paese ai Giochi Olimpici. È posta sotto l'egida della Federazione calcistica del Paraguay. Ha ottenuto l'argento alle olimpiadi del 2004.

## Partecipazioni ai tornei internazionali

### Giochi olimpici
| Anno | Luogo             | Piazzamento      | V | N | P | Gol  |
| ---- | ----------------- | ---------------- | - | - | - | ---- |
| 1952 | Helsinki          | Non partecipante | - | - | - | -    |
| 1956 | Melbourne         | Non partecipante | - | - | - | -    |
| 1960 | Roma              | Non partecipante | - | - | - | -    |
| 1964 | Tokyo             | Non partecipante | - | - | - | -    |
| 1968 | Città del Messico | Non qualificata  | - | - | - | -    |
| 1972 | Monaco di Baviera | Non qualificata  | - | - | - | -    |
| 1976 | Montréal          | Non partecipante | - | - | - | -    |
| 1980 | Mosca             | Non partecipante | - | - | - | -    |
| 1984 | Los Angeles       | Non qualificata  | - | - | - | -    |
| 1988 | Seul              | Non qualificata  | - | - | - | -    |
| 1992 | Barcellona        | Quarti di finale | 1 | 2 | 1 | 5:5  |
| 1996 | Atlanta           | Non qualificata  | - | - | - | -    |
| 2000 | Sydney            | Non qualificata  | - | - | - | -    |
| 2004 | Atene             | Argento          | 4 | 0 | 2 | 12:9 |
| 2008 | Pechino           | Non qualificata  | - | - | - | -    |
| 2012 | Londra            | Non qualificata  | - | - | - | -    |
| 2016 | Rio de Janeiro    | Non qualificata  | - | - | - | -    |
| 2020 | Tokyo             | Non qualificata  | - | - | - | -    |
| 2024 | Parigi            | Quarti di finale | 2 | 1 | 1 | 6:8  |

## Palmarès
- Giochi Olimpici:

 Argento olimpico: 1  (Atene 2004)

## Tutte le rose
Calcio ai Giochi Olimpici Estivi 19921 Ruiz Díaz, 2 Duarte, 3 Peralta, 4 Jara, 5 Ayala, 6 Gamarra, 7 Ferreira, 8 Hu. Sosa, 9 Benítez, 10 Neffa, 11 Yegros, 12 Velásquez, 13 Marecos, 14 Sanabria, 15 Alvarenga, 16 Arce, 17 He. Sosa, 18 Bourdier, 19 Caballero, 20 Campos, CT: Markarián
Calcio ai Giochi Olimpici Estivi 20041 Romero, 2 Martínez, 3 Manzur, 4 Gamarra, 5 Devaca, 6 Esquivel, 7 Giménez, 8 E. Barreto, 9 Bareiro, 10 Figueredo, 11 Torres, 12 Benítez, 13 Enciso, 14 González, 15 Cristaldo, 16 Díaz, 17 Cardozo, 18 D. Barreto, CT: Jara Saguier
Calcio ai Giochi Olimpici Estivi 20241 Fernández, 2 Núñez, 3 de Jesús, 4 Rivas, 5 Flores, 6 M. Gómez, 7 Fernández, 8 D. Gómez, 9 Parzajuk, 10 Viera, 11 González, 12 Frutos, 13 Cantero, 14 Balbuena, 15 Enciso, 16 Román, 17 G. Caballero, 18 Pérez, 19 T. Caballero, 20 Cardozo, 21 Lezcano, 22 Insfrán, CT: Jara Saguier